# کوه کارا
کوه کارا داگ (به لاتین: Kara Dag Mountain) یک کوه در اوکراین است که در شبه‌جزیره کریمه واقع شده‌است. کوه کارا داگ ۵۷۷ متر بالاتر از سطح دریا واقع شده‌است.